# Malbergbahn

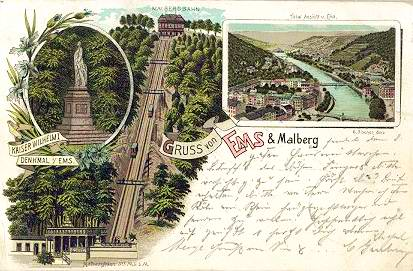
Malbergbahn im Jahre 1899

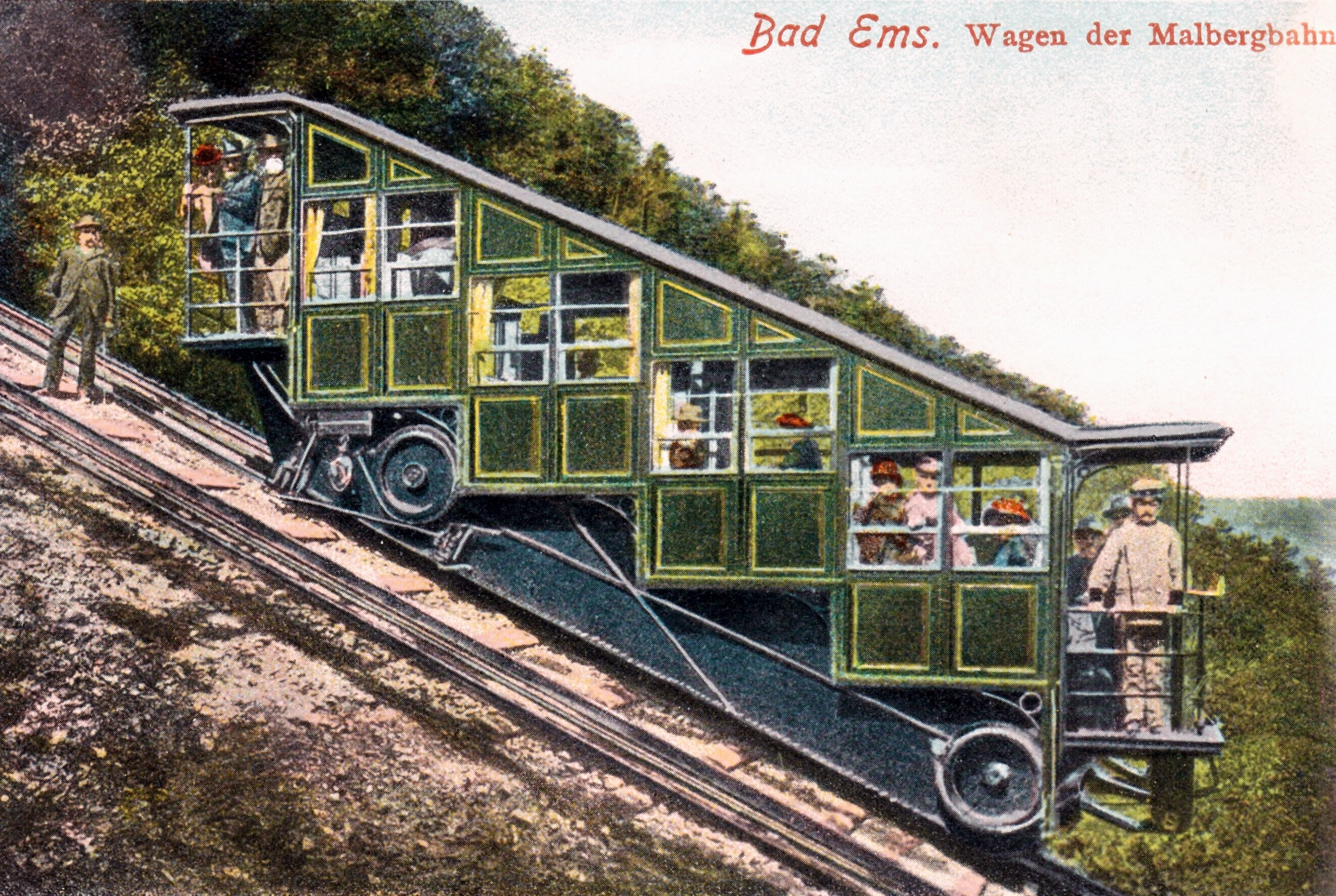
Wagen der Malbergbahn um 1890

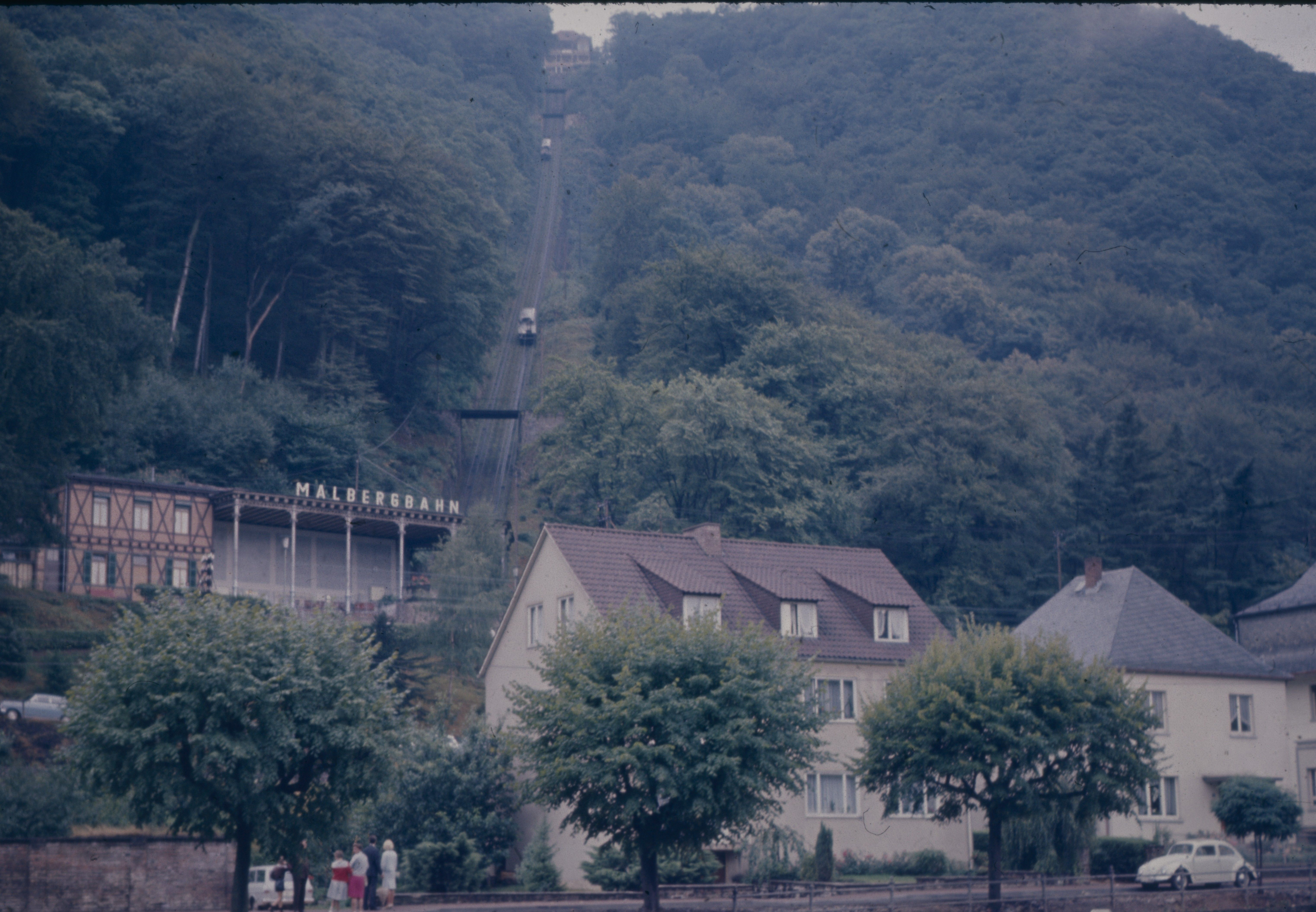
Bad Ems, Malbergbahn (1964)

Die Malbergbahn – auch bekannt als Malbergbahn Bad Ems – war eine Standseilbahn, die vom 5. Juni 1887 bis 1979 zwischen dem Ort Bad Ems und dem Hotel auf dem Hohen Malberg verkehrte. Am 7. Dezember 1981, zwei Jahre nach der Stilllegung, wurde die Bahn zum technischen Denkmal erklärt. Sie fuhr bis zu ihrem letzten Betriebstag ohne Unfall.
Unweit der Talstation verläuft die Lahntalbahn. Am gegenüberliegenden nördlichen/rechten Ufer der Lahn befindet sich die 1979 eröffnete Kurwaldbahn.

## Geschichte
Im Jahr 1872 entschloss sich die Stadt Bad Ems – um das Fernbleiben zahlreicher ausländischer Kurgäste zu kompensieren – auf dem 350 m hohen Hohen Malberg ein Hotel zu bauen. Um es verkehrstechnisch zu erschließen, wurde der Bau einer „Standseilbahn mit Wasserübergewichtsantrieb“ (Wasserballastbahn) beschlossen und hierfür 1885 die Malbergbahn AG gegründet. Die Betreiberfirma wurde am 3. Dezember 1886 unter der Bezeichnung MAG in das Handelsregister in Köln eingetragen.

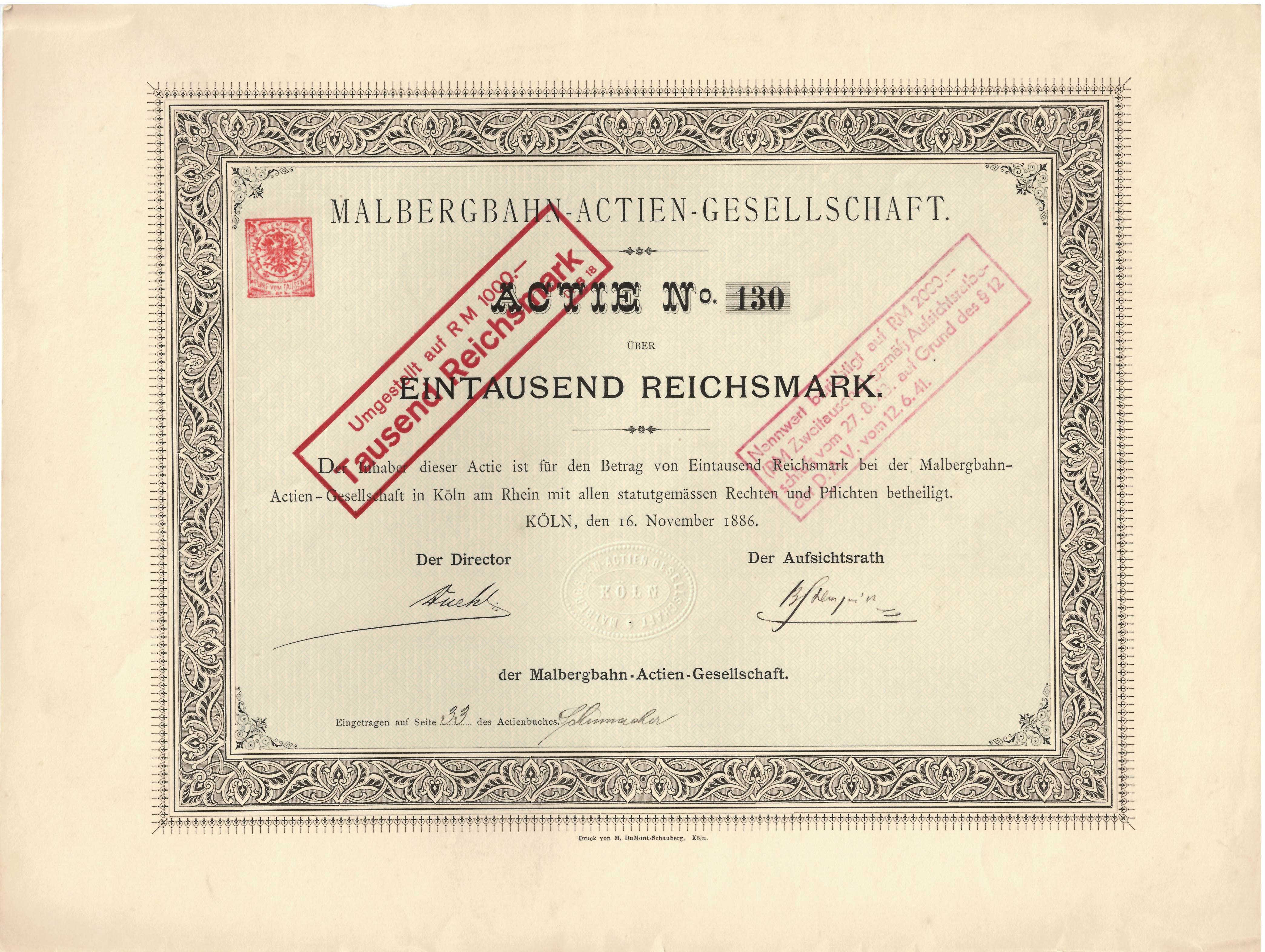
Aktie über 1000 RM der Malbergbahn AG vom 16. November 1886

Die Bauarbeiten für Hotel und Standseilbahn hatten bereits im November 1886 begonnen. Am 5. Juni 1887 wurde die Malbergbahn feierlich in Betrieb genommen. Im Jahr 1926 ging die Konzession von der Gesellschaft Malbergbahn AG für 25 Jahre an das Hotel über. Als 1951 der Vertrag nicht verlängert wurde, ging die Bahn in den Besitz der Stadtwerke Bad Ems über. Bis zum Tag ihrer Einstellung war die Bahn rege besucht und stets gut ausgelastet. Das auf dem Berg gelegene Hotel, das Café und der Tierpark konnten nur zu Fuß oder mit der Bahn erreicht werden.
Als der TÜV Rheinland 1979 infolge des Alters der Bahn schwere Mängel festgestellt hatte und die Stadt sich finanziell nicht in der Lage sah, diese zu beheben, wurde der Betrieb vorläufig eingestellt, wie es zunächst hieß. Am 7. Dezember 1981 wurde die Malbergbahn zum Industriedenkmal erklärt. Mittlerweile sehr vom Vandalismus gezeichnet, wurde sie 1999 oberflächlich renoviert. Am 20. Juni 2000 beschloss der Rat der Stadt Bad Ems, die Bahn nicht wieder in Betrieb zu nehmen.
Ein Wagen der Bahn befindet sich heute auf dem Areal der Bergstation, die wegen Einsturzgefahr nicht mehr zugänglich ist. Der andere steht saniert in der Talstation.
Seit 1982 bemüht sich ein Förderverein mit rund 150 Mitgliedern um den Erhalt und die Wiederinbetriebnahme der Malbergbahn.
Seit 2014 wurden Talstation und der dort befindliche Wagen renoviert und werden aktuell als Café genutzt. 2019 beschloss der Bad Emser Stadtrat, die Bergstation an einen Investor zu verkaufen.

## Technik

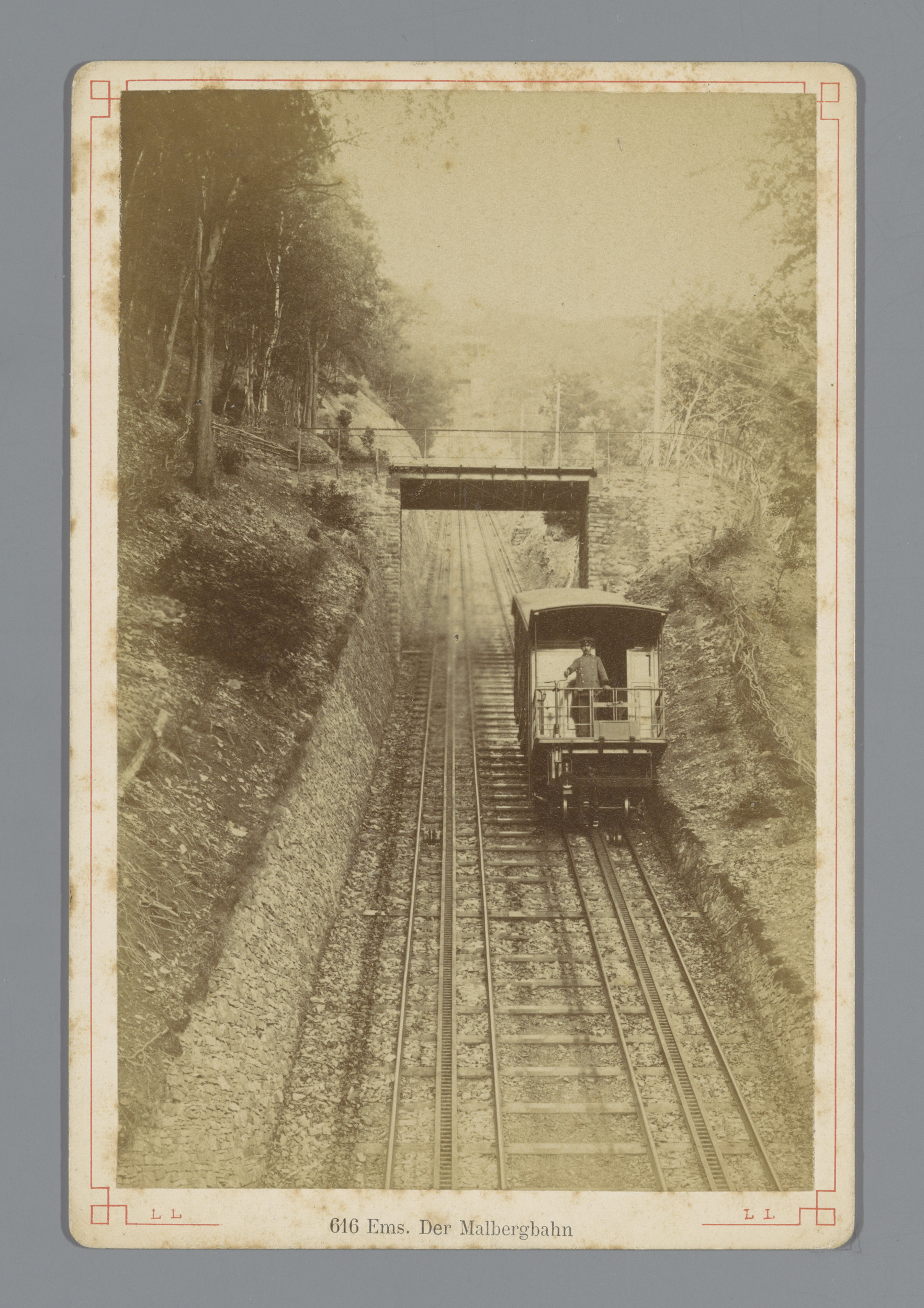
Blick auf die Malbergbahn im 19. Jahrhundert

Die Malbergbahn war eine Wasserballastbahn mit Leiterzahnstange nach System Riggenbach, die als Bremszahnstange der Bremsung diente und die Fahrgeschwindigkeit regulierte; bei Stillstand der Fahrzeuge war sie zusätzlich Feststellbremse. Die zweigleisige Strecke hatte eine Spurweite von 1000 Millimeter (Meterspur) und war 520 Meter lang. Sie überwand bei einer maximalen Steigung von 54,5 Prozent (545 ‰) einen Höhenunterschied von 260 Metern. Die Höchstgeschwindigkeit lag bis 1963 bei 7 km/h, ab 1963 bei 12 km/h, die Durchschnittsgeschwindigkeit betrug 5,4 km/h. Das Zugseil bestand aus 6 lagerichtig vorgeformten („Tru-Lay-Neptun“-Ausführung) Litzen zu 19 Drähten auf einer Fasereinlage. Der Antrieb der Bahn erfolgte durch Wasserkraft, das Betriebswasser wurde dazu vom Tal zu einem Vorratsbassin auf dem Berg hochgepumpt.

## Galerie
In der Galerie ist der Zustand vor und nach der Teil-Sanierung dargestellt.

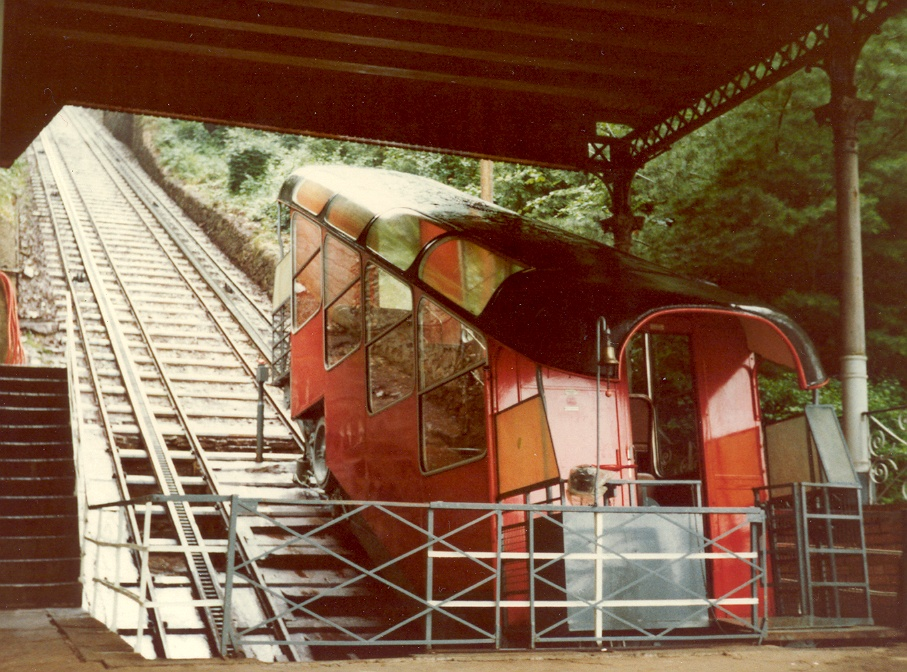
Wagen in der Talstation im Jahre 1978
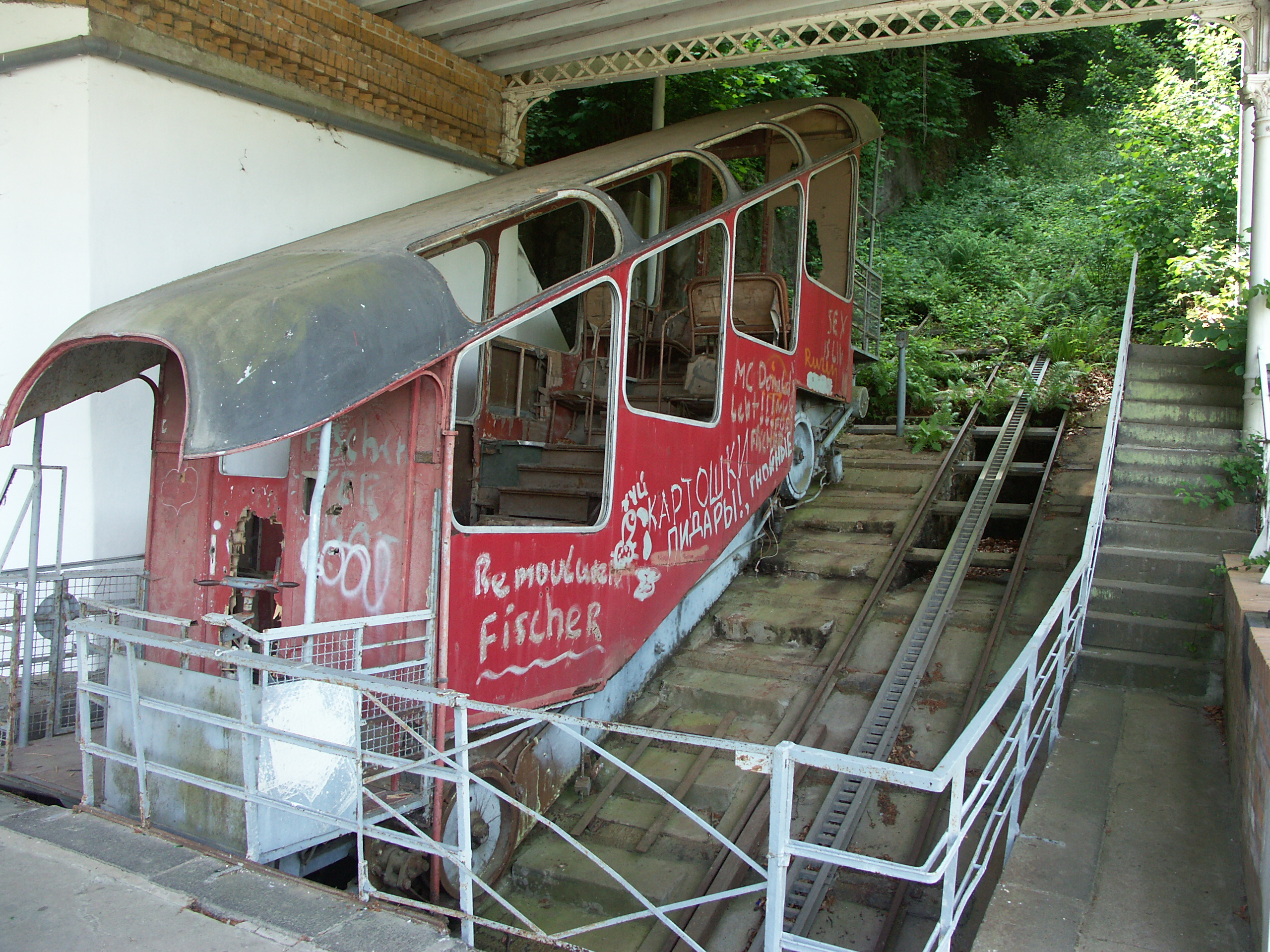
Wagen in der Talstation im Jahr 2008
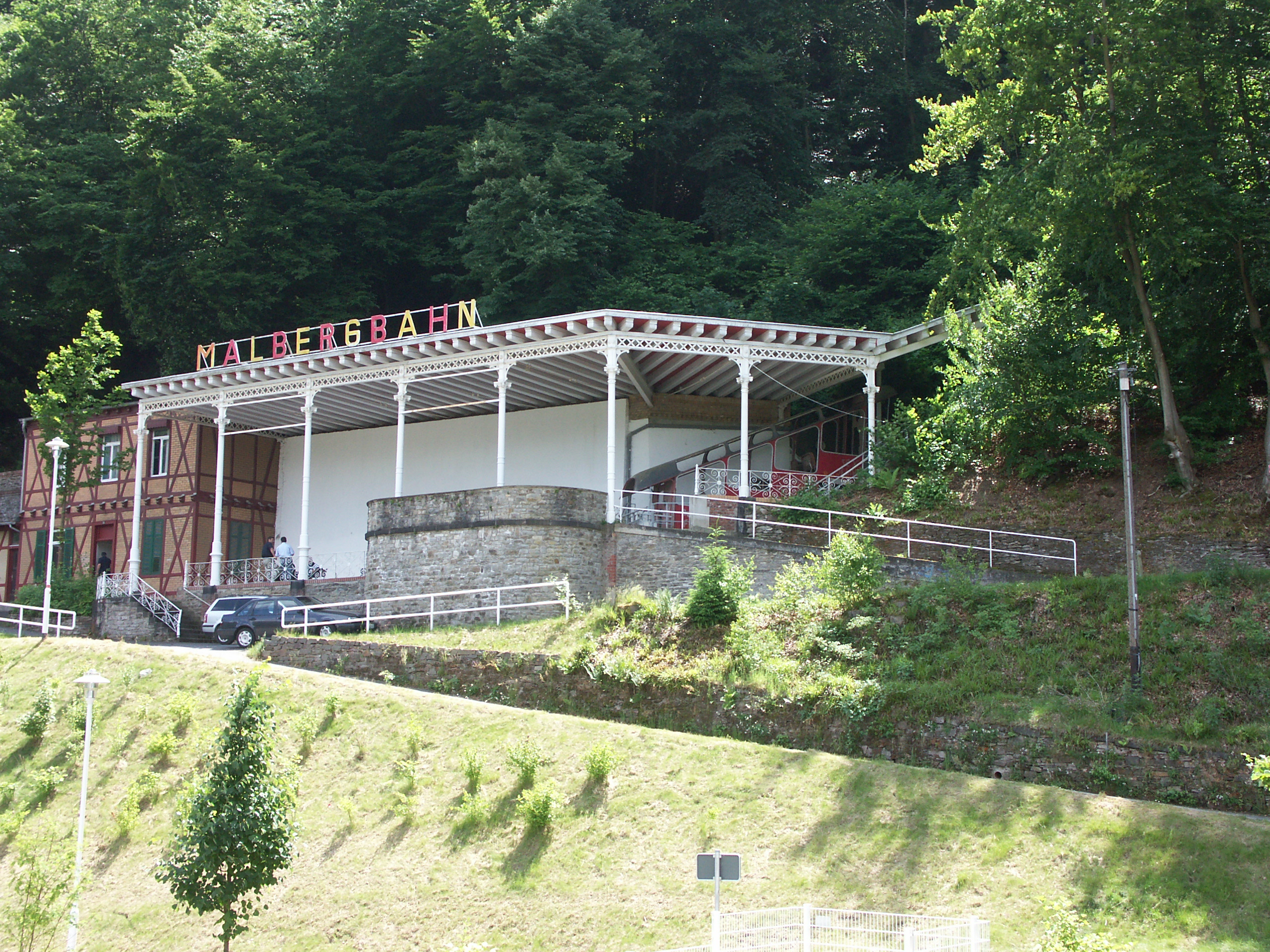
Talstation im Jahr 2008
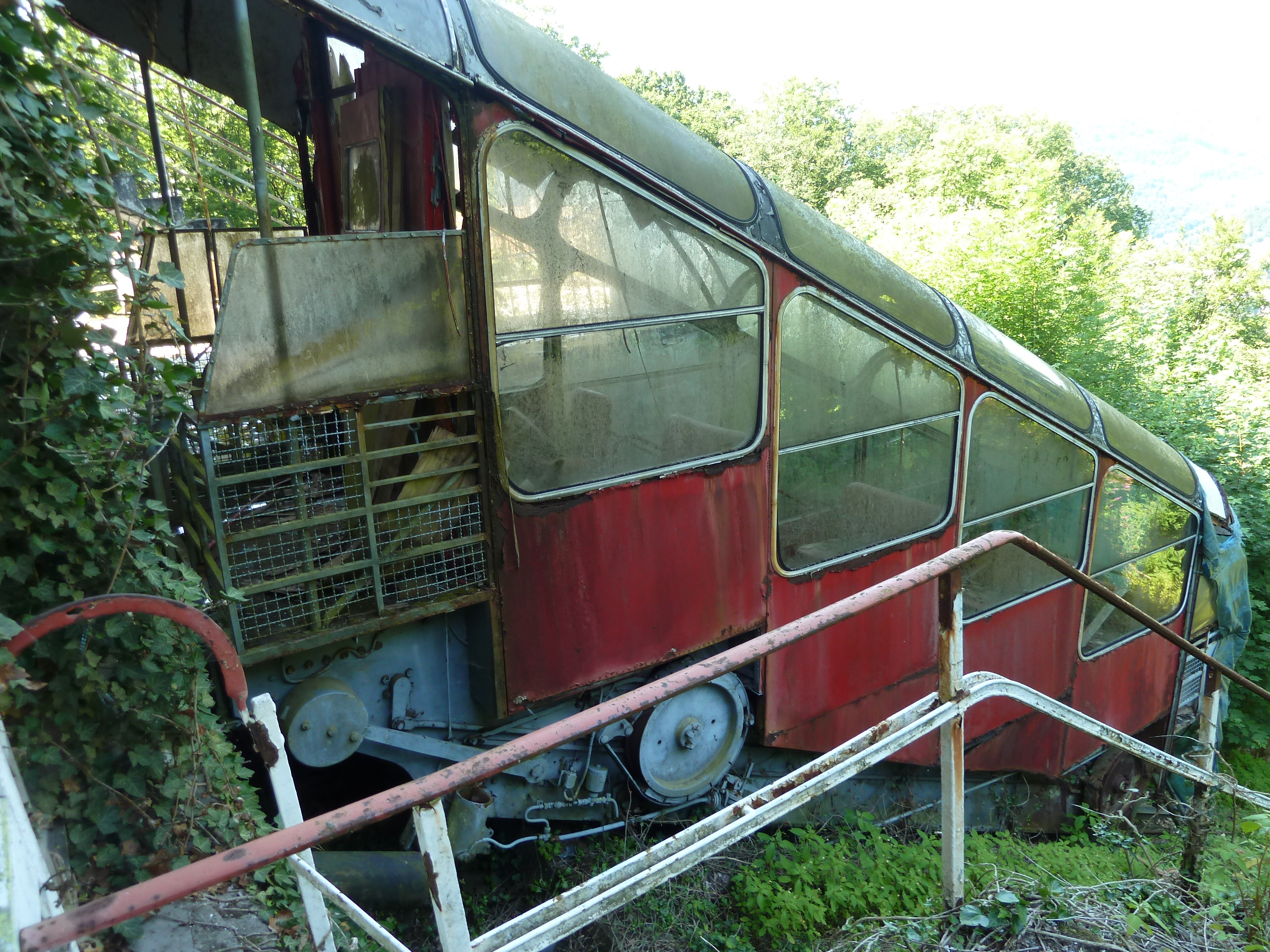
Verrotteter Wagen in der Bergstation 2013
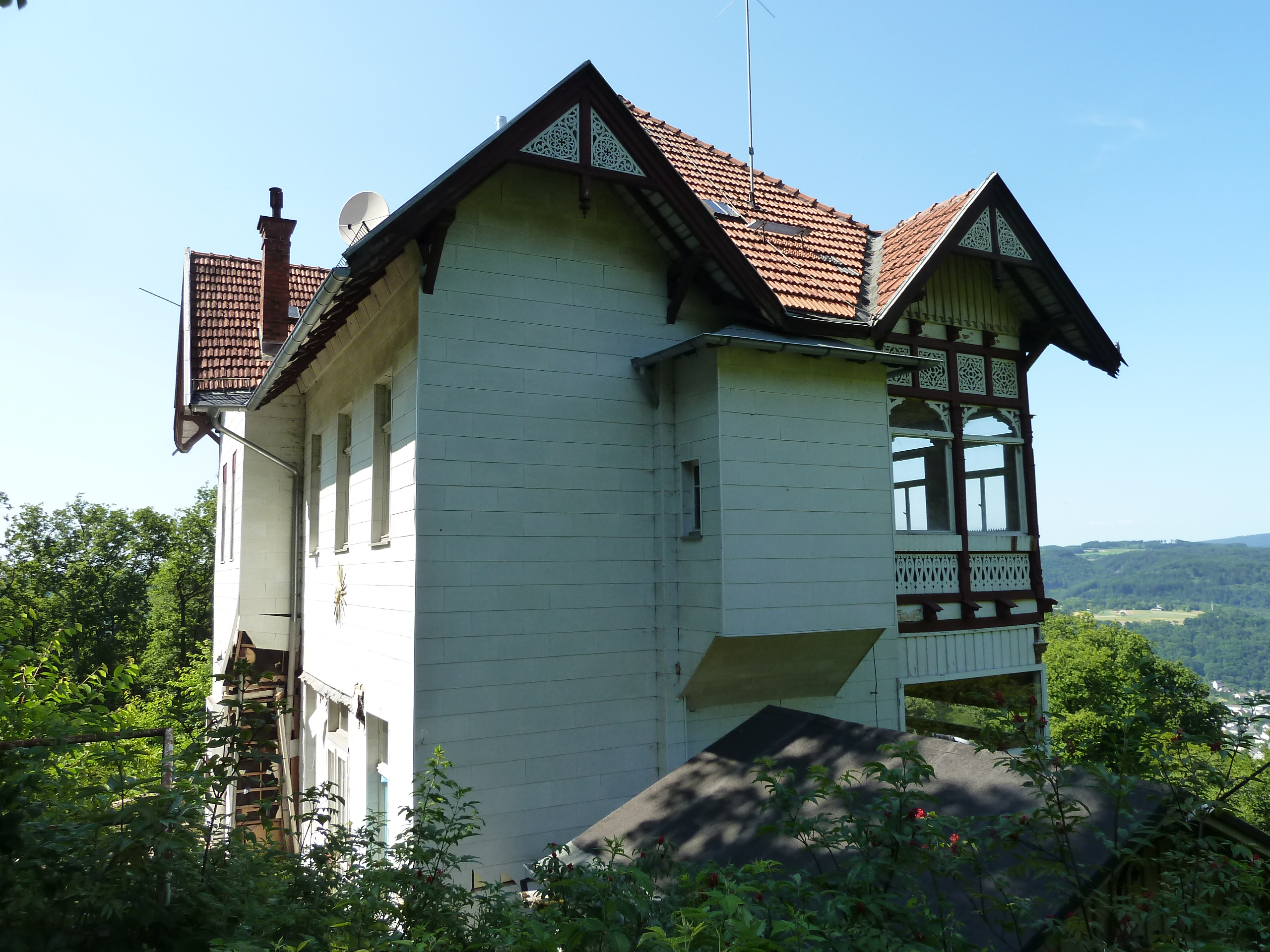
Bergstation 2013
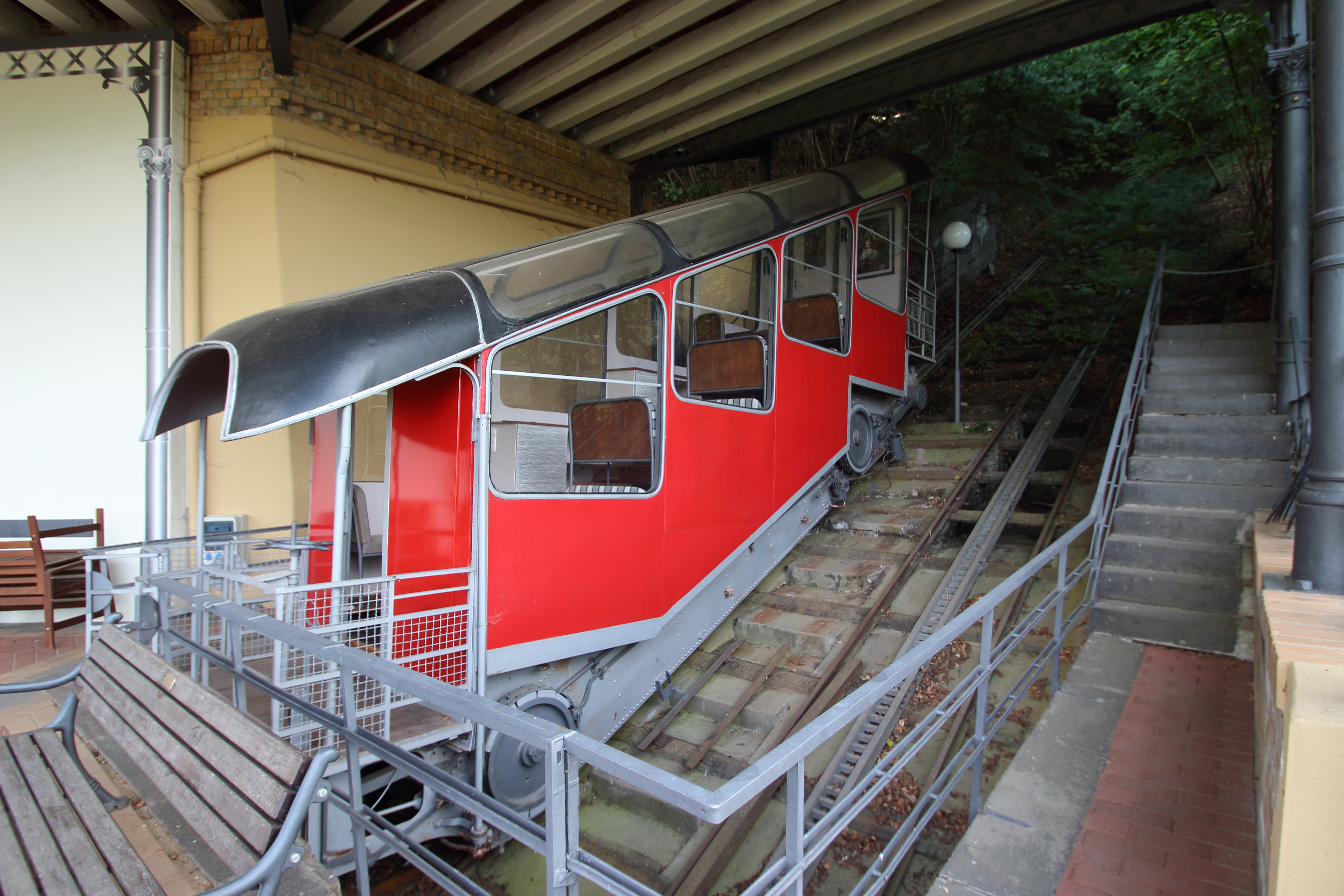
Renovierter Wagen in der Talstation 2018
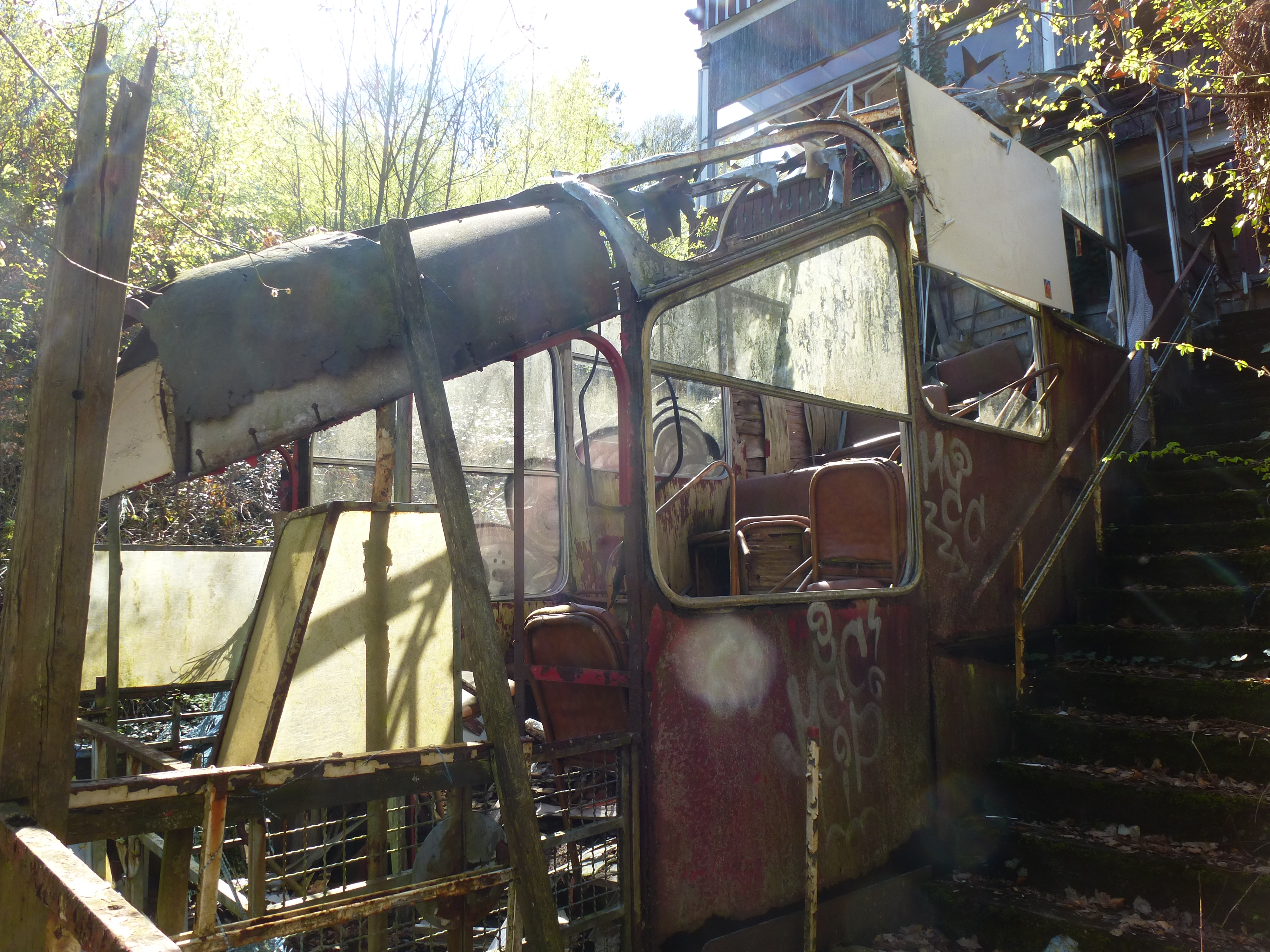
Wagen in der Bergstation 2019
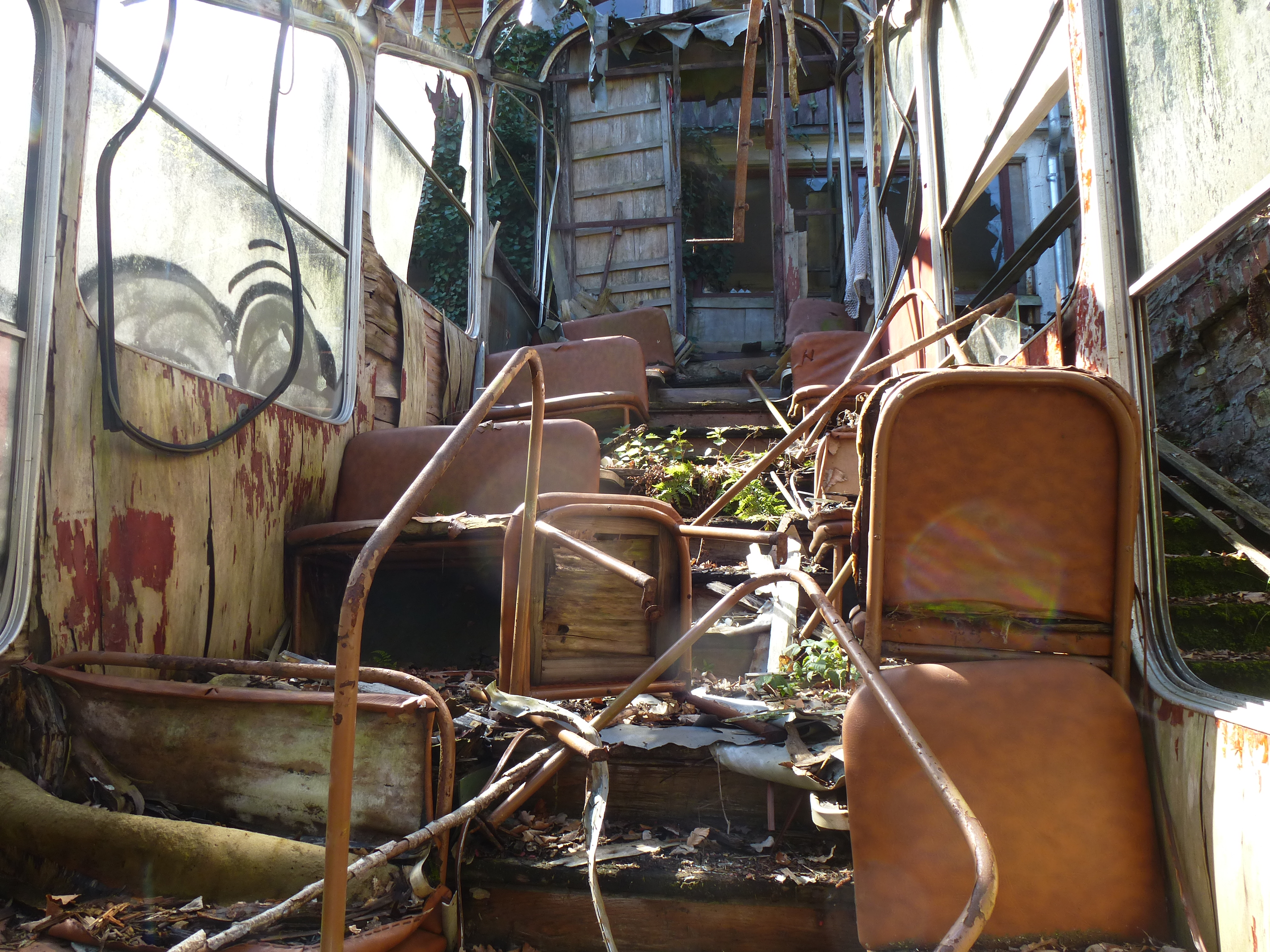
Wagen in der Bergstation 2019
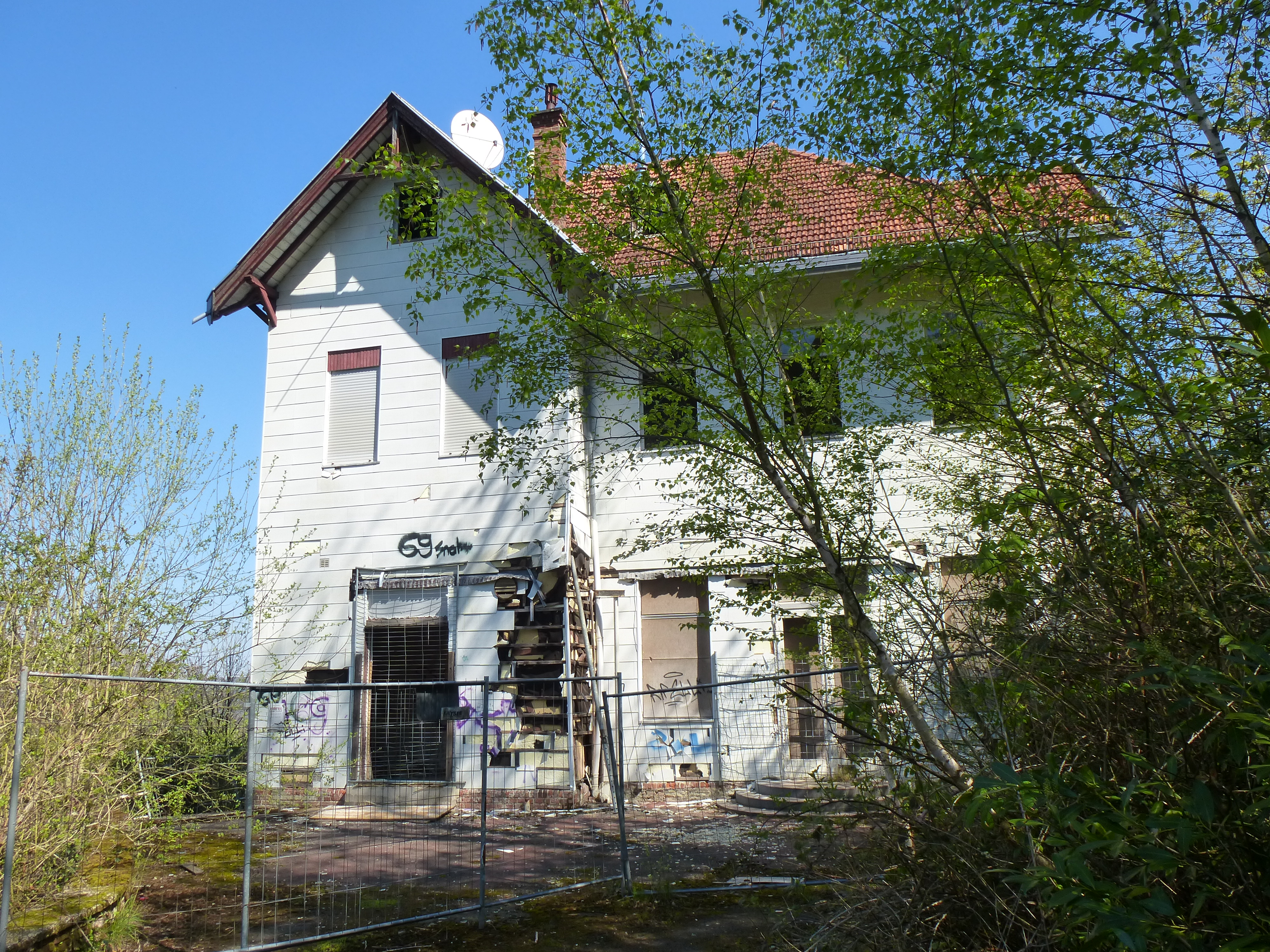
Bergstation 2019
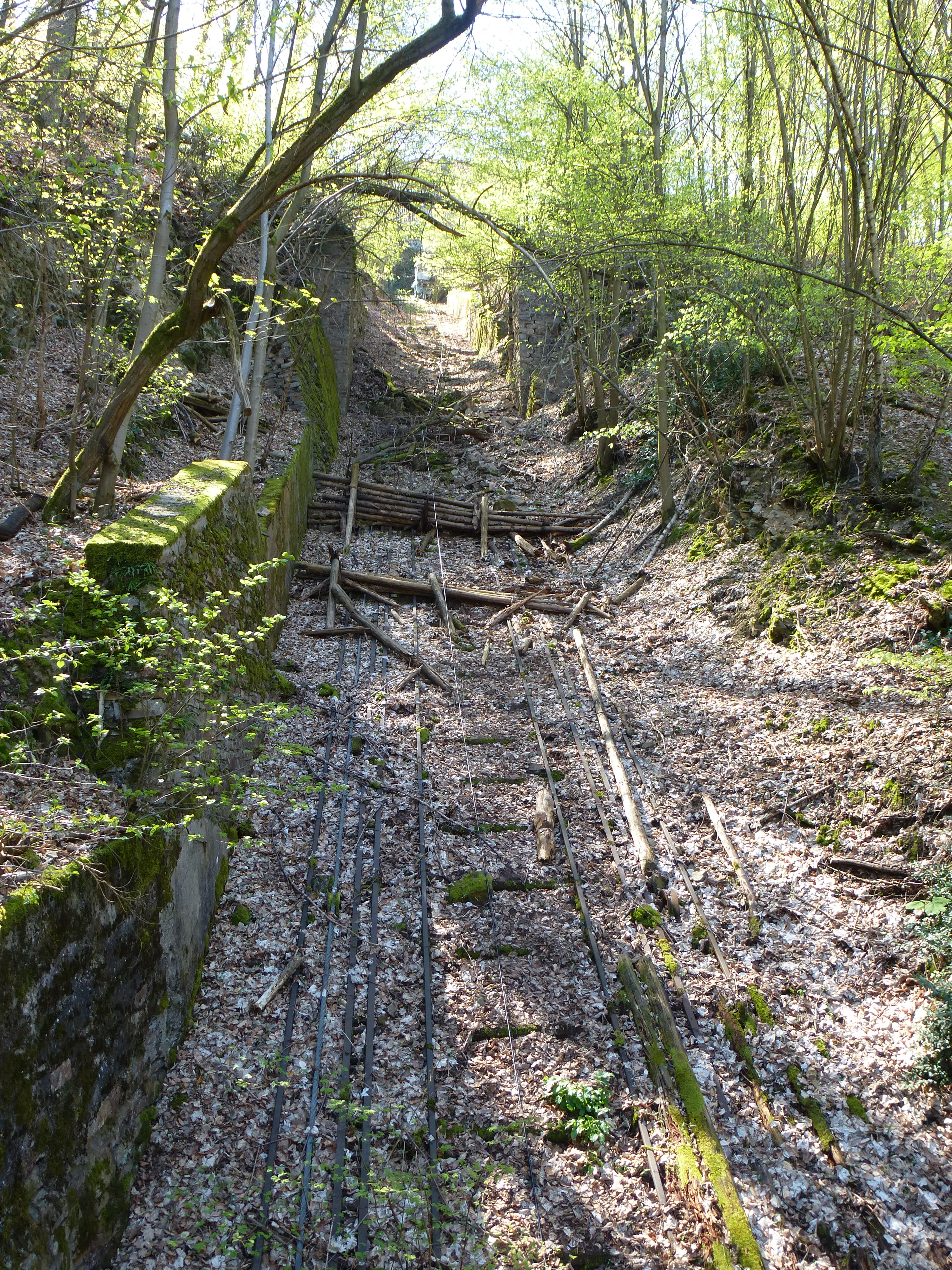
Trasse der Bahn 2019
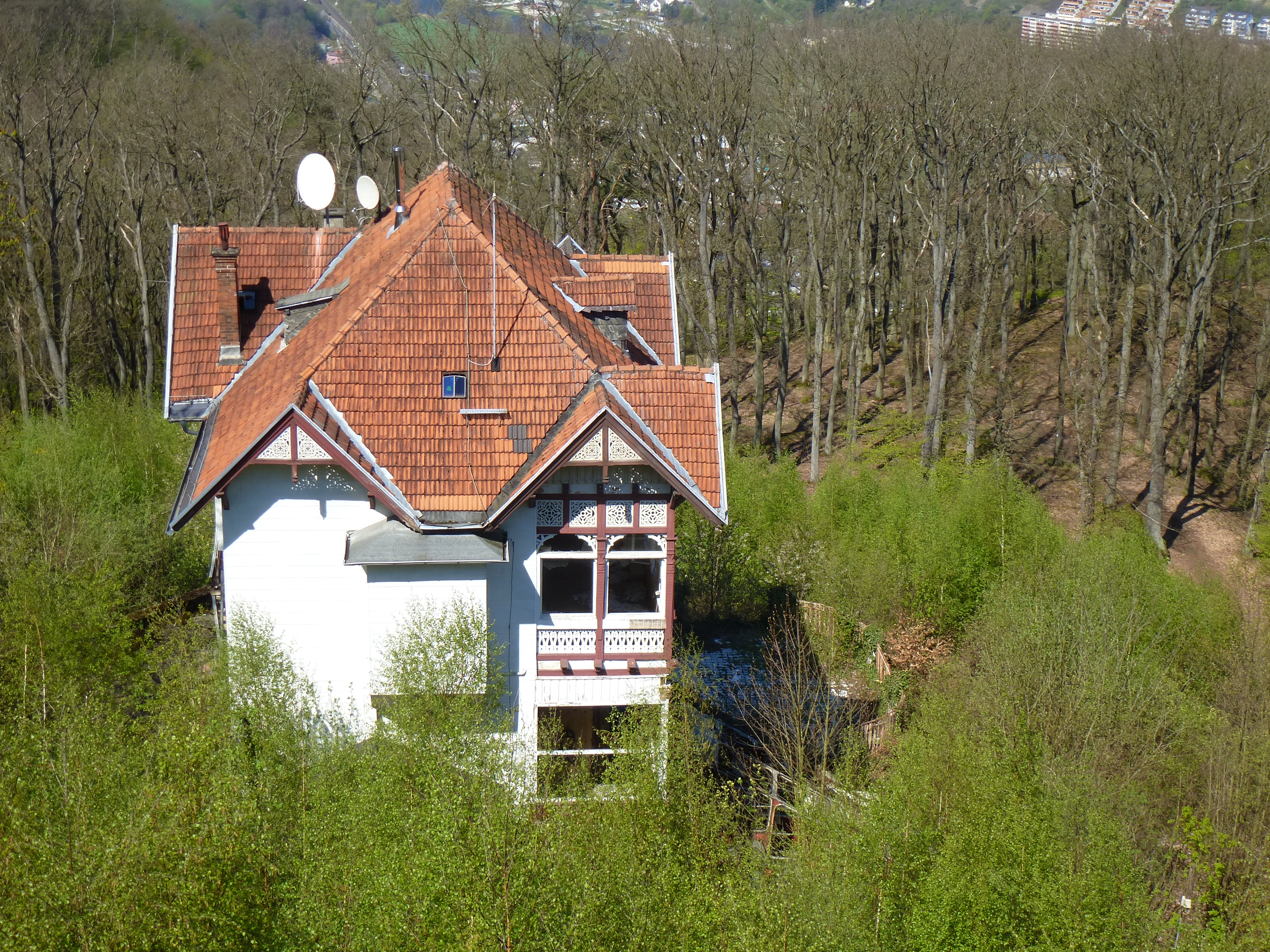
Bergstation 2019
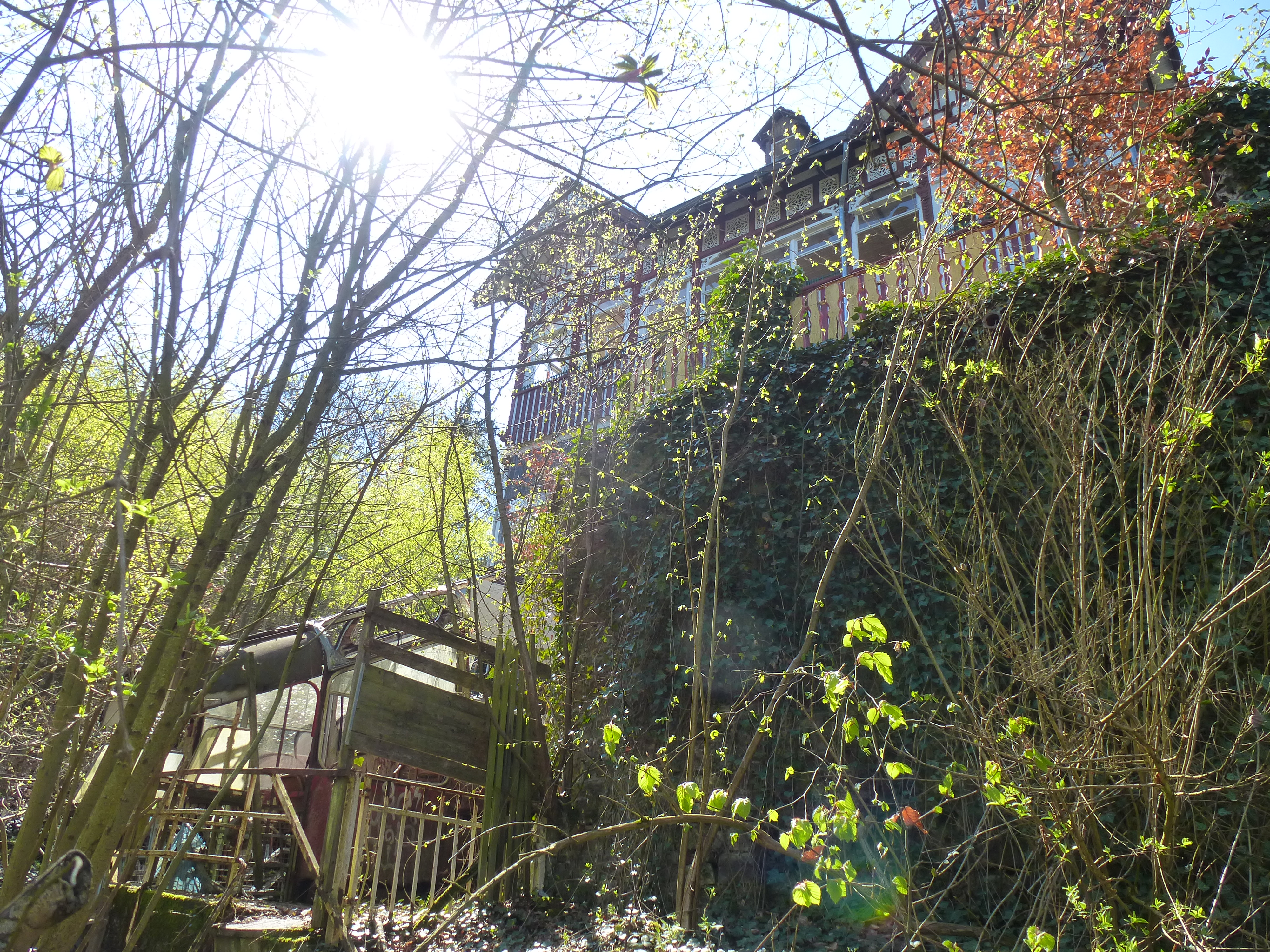
Bergstation mit Wagen 2019